# Сходинка (фільм)
«Сходинка» — радянський художній фільм 1986 року, знятий режисером Олександром Рехвіашвілі на кіностудії «Грузія-фільм».

## Сюжет
Алексі йде від батька та молодої мачухи. Але в його житті мало що змінюється — ті ж друзі і ті ж безтурботно прожиті дні. Дізнавшись про смерть улюбленого вчителя, герой відмовляється від роботи в науково-дослідному інституті та їде до гірського села викладати у школі природознавство, виховувати дітей.

## У ролях
- Мераб Нінідзе — Алексі
- Ірина Чічінадзе — господиня квартири
- Леван Абашидзе — Міто, друг Алекси
- Нінель Чанкветадзе — Маріка
- Рамаз Гіоргобіані — Гага, друг Алекси
- Жанрі Лолашвілі — батько Алекси
- Ніно Тархан-Моураві — дочка господині квартири
- Лео Антадзе — директор НДІ
- Акакій Хідашелі — друг Алекси
- Нана Шонія — епізод
- Мамука Салуквадзе — друг Алекси
- Ліа Капанадзе — секретар директора НДІ
- Ніно Бурдулі — епізод
- Вільгельм Гогічайшвілі — епізод
- Амір Какабадзе — відвідувач Алекси
- Йосип Джачвліані — друг Маріки
- Нука Кацитадзе — епізод
- Абрек Пхаладзе — Михайло, вчитель Алекси
- Ігор Санович — епізод
- Ніно Сарчімелідзе — епізод
- Гіо Хуцішвілі — епізод
- Зураб Цинцкіладзе — чоловік на гірській дорозі
- Леван Цуладзе — епізод
- Абу Ель-Акарі — епізод

## Знімальна група
- Режисер — Олександр Рехвіашвілі
- Сценаристи — Олександр Рехвіашвілі, Давид Чубінішвілі
- Оператор — Арчіл Піліпашвілі
- Художники — Гія Лаперадзе, Ношреван Ніколадзе